# Razie

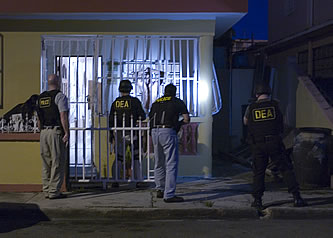
Razie a poliției în 2010

O razie este o intervenție a poliției efectuată cel mai adesea dimineața devreme sau seara târziu cu scopul de a surprinde țintele vizate, permițând confiscarea bunurilor de contrabandă sau obținerea unor indicii. Ea poate facilita, de asemenea, prinderea persoanelor suspectate de comiterea unor infracțiuni sau luarea de măsuri împotriva persoanelor cu atitudini politice dăunătoare statului. 

## Exemple
În Noua Zeelandă, de la jumătatea anilor 1970 până la începutul anilor 1980, erau frecvente raziile la primele ore ale dimineții în Auckland, cu scopul de a stopa imigrația ilegală din insulele Pacificului. Raziile au fost inițial autorizate de către guvernul condus de Norman Kirk și au continuat în timpul guvernului condus de Rob Muldoon. Aceste operațiuni necesitau cooperarea unităților speciale de poliție, care efectuau razii în casele și la locurile de muncă ale imigranților ilegali din Noua Zeelandă, de obicei, în primele ore ale dimineții. Acești emigranți și familiile lor au fost arestați, trimiși în judecată și apoi deportați în țările lor de origine.
În Statele Unite ale Americii, o razie a poliției la primele orele ale dimineții a stârnit revoltele dela Detroit din 1967.
În Marea Britanie, irlandeza Ruth Turner, director de relații guvernamentale în guvernul lui Tony Blair, a fost arestată în ianuarie 2007 în timpul unei razii efectuate dimineața devreme, în contextul anchetei Cash for Honours (un scandal cu privire la nominalizarea pentru titluri de pair în schimbul donațiilor electorale). Politicienii de rang înalt au criticat tactica, dar nu au pus sub semnul întrebării practica descinderilor de la primele ore ale dimineții împotriva altor persoane.

## După țară

### Statele Unite
Daunele raidurilor sunt o tactică adesea folosită de agențiile de aplicare a legii din Statele Unite. Sunt incluse și raidurile de dimineață
- la 22 aprilie 2000, reținerea lui Elián Gonzalez de către o echipă BORTAC de la Border Patrol în Florida.
- arestarea lui Rod Blagojevich pe acuzațiile de corupție
- raidurile Swift din 2006 la șase fabrici de carne, ceea ce a dus la 1300 de arestări și multe deportări

### Țările de Jos
În timpul ocupației naziste a Olandei în timpul celui de-al doilea război mondial, naziștii au efectuat numeroase raiduri. Cea mai mare și mai infamă este Raidul Rotterdam din 10 și 11 noiembrie 1944, în care 52 000 de bărbați cu vârste între 17 și 40 de ani (aproximativ 80% dintre bărbați) din Rotterdam și Schiedam învecinate au fost rotunjite și transportate lagăre de muncă.